# Eduard Grell
Eduard Grell (Berlín, 20 de novembre de 1800 - Steglitz, 10 d'agost de 1886) fou un organista i compositor alemany.
Rebé les primeres lliçons del seu pare, que també era organista, i després fou deixeble de Ritseh i Karl Friedrich Zelter; als disset anys fou nomenat organista de l'església de Sant Nicolau i el mateix any entrà en la Sing Akademie, de la que arribà a ser-ne segon director el 1832 i primer director el 1864. A més, fou, organista de la catedral i de la cort de Berlín, i al llarg de la seva llarga vida va rebre els més alts honors. Grell es distingí com hàbil contrapuntista, excel·lent professor i organista tingué entre els seus alumnes els compositors Carli Zoeller, Reinhold Succo, Otto Dienel, Emil Fromm i Adolphe Fischer i als director d'orquestra Siegfried Wilhelm Dehn, Martin Blumner i Ludwig Bussler, i fou un entusiasta apòstol de la música a cappella, ja que sostenia que en l'art religiós no hi havia d'entrar l'artifici dels instruments. Així, a excepció d'alguns fragments per a orgue, de caràcter més aviat pedagògic, no va escriure més que música vocal en l'estil de Palestrina.